# Halavs Geigenrochen
Halavs Geigenrochen (Glaucostegus halavi, Syn.: Rhinobatos halavi), lebt im Roten Meer und im Golf von Oman von der Wasseroberfläche bis in Tiefen von 40 Metern. Vorkommen östlich von Oman sind unsicher und bedürfen der Bestätigung. Durch den Suezkanal sind die Tiere in das Mittelmeer eingewandert (Lessepssche Migration).

## Merkmale
Halavs Geigenrochen wird 1,20 Meter lang. Der Körper ist flach und länger als breit. Die rochentypische, aus Vorderkörper, Kopf und Brustflossen bestehende Körperscheibe ist herzförmig. Der Beginn der Bauchflossen befindet sich kurz hinter dem Ende der Brustflossen. Das Rostrum ist kurz und spitz, die beiden Rostralgrate haben einen Abstand, der geringer ist als der Augendurchmesser. Die beiden Rückenflossen liegen hinter der Körpermitte auf dem kräftigen, haiartigen Schwanzflossenstiel. Sie sind annähernd gleich groß, die Schwanzflosse ist relativ klein. Ihr unterer Lobus ist reduziert. Halavs Geigenrochen ist auf der Oberseite braun bis beige, auf der Bauchseite hellbeige bis weißlich.

## Lebensweise
Die Biologie von Halavs Geigenrochen ist wenig bekannt. Er lebt küstennah in sandigen Habitaten und ernährt sich von Weichtieren, Krebsen und kleinen Fischen. Halavs Geigenrochen ist ovovivipar.